# Gas (Eure-et-Loir)
Gas – miejscowość i gmina we Francji, w Regionie Centralnym, w departamencie Eure-et-Loir.
Według danych na rok 1990 gminę zamieszkiwały 623 osoby, a gęstość zaludnienia wynosiła 52 osoby/km² (wśród 1842 gmin Regionu Centralnego Gas plasuje się na 590. miejscu pod względem liczby ludności, natomiast pod względem powierzchni na miejscu 1045.).